# Onze-Lieve-Vrouw van Lourdeskerk (Jette)
De Onze-Lieve-Vrouw van Lourdeskerk (Frans: Église de Notre-Dame de Lourdes) is een rooms-katholiek kerkgebouw in de Belgische gemeente Jette in het Brussels Hoofdstedelijk Gewest, gelegen aan de Onze-Lieve-Vrouw van Lourdeslaan.
Deze kerk werd gebouwd in 1949 en architect was Chrétien Veraart. In de nabijheid, aan de Leopold I-straat, bestond reeds een Lourdesgrot van 1916 en een neogotische Onze-Lieve-Vrouw-van-Lourdeskerk van 1913, ontworpen door Octave Tondeleir. Deze kapel werd gebruikt door de Onze-Lieve-Vrouw van Lourdesparochie totdat de huidige kerk gereedkwam.
Het betreft een bakstenen kerk in moderne gotiek, waarin ook beton is verwerkt. Een vierkante ingebouwde toren verheft zich boven het ingangsportaal. Deze toren wordt gedekt door een tentdak. Boven het ingangsportaal bevindt zich een reliëf dat twee personen uitbeeldt die Maria aanbidden. Daarboven werd nog een Mariabeeld aangebracht.
De kerk bezit een orgel van 1965, gebouwd door Jos Stevens.